# Chantal Janzen
Pour les articles homonymes, voir Janzen.
Chantal Janzen est une actrice, chanteuse et présentatrice néerlandaise, née à Tegelen le 15 février 1979. Elle est principalement connue pour ses rôles dans 42nd Street, Saturday Night Fever, La Belle et la Bête, Hij Gelooft in Mij et Tarzan. En 2021, elle présente le Concours Eurovision de la chanson à Rotterdam.

## Carrière
Chantal Janzen étudie à l'Université d'Arts d'Amsterdam (AHK) les danses classique, moderne, jazz, ainsi que le chant, le théâtre et les claquettes.

### Cinéma
| Année | Titre                          | Rôle                     |
| ----- | ------------------------------ | ------------------------ |
| 2002  | Volle maan (nl)                | Andrea                   |
| 2003  | Loverboy (nl)                  | Claudia                  |
| 2003  | Pista! (nl)                    | Heidi                    |
| 2004  | Fighting Fish                  | Jennifer                 |
| 2004  | Feestje! (nl)                  | Talita                   |
| 2004  | De dominee (nl)                | Annet                    |
| 2005  | Deuce Bigalow: European Gigolo | star du porno scandinave |
| 2007  | Kicks (nl)                     | Denise                   |
| 2007  | Shrek 3                        | Blanche-neige (voix)     |
| 2007  | Alles is liefde                | Sarah                    |
| 2007  | Enchanted                      | Giselle (voix)           |
| 2009  | De Hel van '63                 | Dieuwke Ferwerda         |
| 2010  | Nanny McPhee et le Big Bang    | Isabel Green (voix)      |
| 2010  | Het geheim                     | Laura Stikker            |
| 2013  | Soof (nl)                      | Bob                      |
| 2014  | Pak van mijn hart              | Julia                    |
| 2017  | Het verlangen                  | Brigitte Hooijmakers     |

### Séries télévisées
| Année     | Titre                        | Rôle                               |
| --------- | ---------------------------- | ---------------------------------- |
| 2002      | Intensive Care (nl)          | Esther Goud                        |
| 2003      | Baantjer                     | Julia Hendrikx                     |
| 2003      | De Band                      | Inge                               |
| 2005      | Meiden van De Wit            | Wendy                              |
| 2005      | De Lama's                    | Haarzelf                           |
| 2005      | Samen (nl)                   | Iris Bestevaer                     |
| 2006      | Kinderen geen bezwaar        | Haarzelf                           |
| 2007      | Katja vs De Rest             | Haarzelf                           |
| 2010/2014 | De TV Kantine                | Private Helga Geerhart (Allo Allo) |
| 2012      | Goede tijden, slechte tijden | Glinda                             |
| 2012-2016 | Divorce (nl)                 | Sophie Schaeffer-Bax               |
| 2013/2016 | De TV Kantine                | Barbie                             |
| 2016      | De TV Kantine                | Melania Trump                      |
| 2023      | Eén grote familie            | Julia Smeets                       |

### Télévision
| Année            | Titre                                 | Chaîne/support | Rôle                                       |
| ---------------- | ------------------------------------- | -------------- | ------------------------------------------ |
| 2003             | D'r op of d'r onder                   | SBS 6          | membre du jury                             |
| 2005-2006        | Idols 3                               | RTL 4          | avec Martijn Krabbé                        |
| 2005-2006        | Staatsloterij Live                    | RTL 4          | avec Carlo Boszhard                        |
| 2006             | Staatsloterij €100.000 Show           | RTL 4          | avec Carlo Boszhard                        |
| 2006-2007        | Ranking the Stars                     | BNN            | membre du panel                            |
| 2008             | Chantal@AVRO.nl                       | AVRO           |                                            |
| 2008. 2009, 2010 | Uitmarkt Musical Sing-Along           | AVRO           | avec Frits Sissing                         |
| 2008, 2009       | Het Pink Ribbon Gala                  | AVRO           |                                            |
| 2008             | Joseph Backstage                      | AVRO           | avec Renate Schutte                        |
| 2008, 2009, 2010 | Gouden Televizier-Ring Gala           | AVRO           |                                            |
| 2008             | Chalet Chantal                        | AVRO           | programme de Noël, unique                  |
| 2009             | Zóóó 30                               | AVRO           | programme unique, avec Ruben Nicolai       |
| 2008, 2009       | Het hofvijverconcert                  | AVRO           |                                            |
| 2009             | Wie is mijn ex?                       | AVRO           |                                            |
| 2009             | RTL Boulevard                         | RTL 4          | programme unique, présentatrice invitée    |
| 2009             | Uitreiking Gouden Loekie              | TROS           | programme unique                           |
| 2009             | Mies 80!                              | AVRO           | programme unique, hommage à la Reine       |
| 2009-2010        | Weten zij veel!?                      | AVRO           |                                            |
| 2010             | Op zoek naar Freek… met Chantal       | AVRO           | programme unique                           |
| 2010             | Backstage bij Petticoat               | RTL 4          |                                            |
| 2011-heden       | De Jongens tegen de Meisjes           | RTL 4          | avec Tijl Beckand                          |
| 2011             | Zie Ze Vliegen                        | RTL 4          | avec Carlo Boszhard, Irene Moors et Gordon |
| 2011             | Sunday Night Fever                    | RTL 4          |                                            |
| 2012             | Beat the Best                         | RTL 4          | avec Gordon                                |
| 2012             | Your Face Sounds Familliar            | RTL 4          | membre du jury                             |
| 2013-2015        | Everybody Dance Now                   | RTL 4          |                                            |
| 2013-heden       | Holland's Got Talent                  | RTL 4          | membre du jury                             |
| 2014             | Het beste van Holland's Got Talent    | RTL 4          |                                            |
| 2014             | Beatrix, Met Hart en Ziel             | NOS            | unique, concert pour la princesse Beatrix  |
| 2014             | Billy Elliot: Van Auditie Tot Applaus | RTL 4          |                                            |
| 2014-heden       | Chantal blijft slapen                 | RTL 4          | presentatrice                              |
| 2014-2016        | The Voice Kids                        | Sat.1          | avec Thore Schölermann                     |
| 2015             | Carlo's TV Café                       | RTL 4          | avec Carlo Boszhard                        |
| 2015-heden       | Dance Dance Dance                     | RTL 4          | avec Jandino Asporaat                      |
| 2015             | Superkids                             | Sat.1          | membre du jury                             |
| 2015-heden       | Het Collectief Geheugen               | RTL 4          |                                            |
| 2016             | It Takes 2                            | RTL 4          | avec Gordon                                |
| 2017-aujourd'hui | Janzen & van Dijk                     | RTL 4          | avec Wendy van Dijk                        |

### Comédies musicales
| Année            | Titre                                               | Rôle                                       |
| ---------------- | --------------------------------------------------- | ------------------------------------------ |
| 2000-2001        | 42nd Street                                         | Lorraine Fleming / Understudy Peggy Sawyer |
| 2001-2003        | Saturday Night Fever                                | Stephanie Mangano                          |
| 2002, 2004, 2006 | Musicals in Ahoy'                                   |                                            |
| 2003-2004        | Kunt u mij de weg naar Hamelen vertellen, mijnheer? | Lidwientje Walg                            |
| 2004-2005        | Crazy for You                                       | Patsy / alternate Polly Baker              |
| 2005-2007        | La Belle et la Bête (2005-2007)                     | Belle                                      |
| 2007-2009        | Tarzan                                              | Jane                                       |
| 2009-2010        | Disney Musical Sing-Along                           | soliste (princesse)                        |
| 2010-2011        | Petticoat!                                          | Patricia "Pattie" Jagersma                 |
| 2011-2012        | Wicked                                              | Glinda                                     |
| 2012-2015        | Hij Gelooft in Mij                                  | Rachel Hazes                               |
| 2014             | Musicals in Concert dans le Ziggo Dome              | soliste                                    |

## Vie personnelle
Elle se marie avec Marco Geeratz le 15 décembre 2014, et a un fils